# محمد تیمور
محمد احمد تیمور (۱۸۹۲ - ۱۹۲۱) نویسندهٔ مصری و برادر کوچک محمود تیمور بود که از نویسندگان برجستهٔ داستان کوتاه نوین عربی بوده‌اند. در جوانی درگذشت و آثاری به جا گذاشت که مهمترینش «ما تراه العیون (آنچه چشم‌ها می‌بیند)» بود.